# Sørbygdafeltet
Sørbygdafeltet (auch Starhellinga) ist eine Ortschaft in der norwegischen Kommune Stange in der Provinz (Fylke) Innlandet. Der Ort hat 418 Einwohner (Stand: 1. Januar 2024).

## Geografie
Sørbygdafeltet ist ein sogenannter Tettsted, also eine Ansiedlung, die für statistische Zwecke als eine Ortschaft gewertet wird. Der Ort liegt östlich der Ortschaft Stange und rund 15 Kilometer südöstlich der Stadt Hamar.

## Wirtschaft und Infrastruktur
An Sørbygdafeltet führt der Fylkesvei 24 vorbei. Dieser stellt Richtung Westen die Verbindung zur Europastraße 6 (E6) und der Ortschaft Stange her. Richtung Südosten führt der Fylkesvei unter anderem zum Riksvei 3.
Die Ortschaft besteht hauptsächlich aus Wohngebieten. Allerdings befindet sich dort auch eine größere Bäckerei.